# Трюбах
Трю̀бах (на немски: Trübbach) е село в кантон Санкт Гален, Швейцария. Има приблизително 1500 жители и се намира на 479 метра надморска височина. Намира се на западния бряг на река Рейн, в близост до границата с Лихтенщайн. Известно е като мястото, където е израснала тенисистката Мартина Хингис.